# Thomas Neumann (Rennfahrer)
Thomas Neumann (* 11. Februar 1988 in Tirschenreuth) ist ein deutscher Kart- und Automobilrennfahrer. Er startete neben zahlreichen internationalen Kartrennen unter anderem beim 24-Stunden-Rennen auf dem Nürburgring und bei den ADAC GT Masters. Besonders erfolgreich war Neumann in der internationalen deutschen Mini Challenge, die er 2008 gewinnen konnte.

## Karriere
Thomas Neumann begann seine Motorsport-Karriere 1999 im Alter von 10 Jahren im Kartslalom. Bereits in seiner ersten Saison wurde er Clubmeister des MSC Wiesau, Oberpfalzmeister und Bayrischer Vizemeister. Außerdem erreichte er den 7. Platz in der Deutschen Kart-Slalom-Meisterschaft (Klasse 1) von über 100 Teilnehmern. 1999 folgte der Umstieg in den Rundstreckensport in der Klasse Kart-Kadetten.
Ab dem Jahr 2000 fuhr Neumann die Klasse IcA100-Junioren, bei der er 2002 bei seinem ersten internationalen Rennen im italienischen Parma beim traditionellen Margutti Cup den 13. Platz von 89 Teilnehmern als bester Deutscher erreichte. In diesem Jahr nahm er außerdem bei der internationalen JvO-Kartserie Junioren teil und konnte sich bei der Europameisterschaftsqualifikation im italienischen Corridonia für das Finale im französischen Angerville qualifizieren. Dort erreichte er im Federations Cup den 3. Platz und damit sein erstes Podium bei einer CIK-FIA Europameisterschaft.
2003 stieg Thomas Neumann in die Klasse IcA100-Senioren um, bei der er in der internationalen JvO-Kartserie die Vizemeisterschaft gewann. Bei der Teilnahme an dem Formel BMW Lizenzlehrgang für die internationale DMSB C-Lizenz in Valencia, Spanien wurde Neumann im Anschluss zum Sichtungslehrgang eingeladen. Der damals 15-jährige konnte die Jury überzeugen und wurde Förderkandidat. Es fehlten 2004 die restlichen Sponsorengelder für die Rennserie Formel BMW und Neumann fuhr ein weiteres Jahr in der JvO-Kartserie.
Mit einer Sondergenehmigung des DMSB konnte Thomas Neumann im Jahr 2005 als jüngster Pilot an der Mini Challenge teilnehmen. Bereits bei seinem zweiten Rennen gelang es dem Bayer den zweiten Startplatz im Qualifying in Hockenheim im Rahmenprogramm der Formel 1 einzufahren. 2006 startete Neumann neben der Mini Challenge auch beim 24-Stunden-Rennen auf dem Nürburgring auf einem BMW Z3 M Coupe.
Ab 2007 fuhr Neumann für den österreichischen Traditionsrennstall Lechner Racing und konnte in Spa Francorchamps im Rahmenprogramm der Formel 1 seinen ersten Podestplatz einfahren. 2008 wurde Thomas Neumann für das Ehrl Sport Lechner Racing Team Mini Challenge Meister, vor dem Schweden Daniel Haglöf und dem Österreicher Hari Proczyk.
Nach der Finanzkrise 2008 misslang es Neumann genügend Sponsorengelder für eine komplette Saison in einer höheren Klasse im Automobilsport zu finden. 2009 nahm er als Gaststarter für Mühlner Motorsport zusammen mit Lance David Arnold auf einem Porsche 997 GT3 Cup S bei den ADAC GT Masters am Sachsenring teil. 2010, nach zwei Rennen im Porsche Sports Cup Endurance (Platz 2 und 3), beendete Thomas Neumann seine Karriere im Automobilsport.
2011 bis 2013 folgten vereinzelte Starts im Kartsport in der Klasse KZ2 (Schaltkart 125 cm3), darunter 2011 bei der CIK-FIA Europameisterschaft in Wackersdorf.
Seit 2015 fährt Thomas Neumann wieder aktiv im internationalen Kartsport, darunter in der Deutschen Schalt Kart Meisterschaft (DSKM) und im Deutschen Schalt Kart Cup (DSKC), bei dem er 2018 mit seinem eigenen Team den 5. Platz von 34 Teilnehmern in der Gesamtwertung erreichen konnte.